# Light My Fire
A Light My Fire a The Doors együttes dala az 1967-ben megjelent The Doors című albumról. A dalt Robby Krieger gitáros írta, szerzőként azonban az együttes összes tagját jelölték.
A dal három hétig vezette a Billboard Hot 100 slágerlistát.

## Közreműködött

###### The Doors
- John Densmore – dob
- Robby Krieger – elektromos gitár
- Ray Manzarek – Vox Continental orgona, basszuszongora
- Jim Morrison – ének

###### Egyéb zenészek
- Larry Knechtel – basszusgitár

## Slágerlistás helyezések
| Chart (1967)                          | Peak position |
| ------------------------------------- | ------------- |
| Ausztrália (Go-Set National Top 40)   | 16            |
| Dél-afrikai Köztársaság (Springbok)   | 13            |
| Egyesült Királyság (UK Singles Chart) | 49            |
| Hollandia (Single Top 100)            | 27            |
| Kanada Top Singles (RPM)              | 2             |
| US Billboard Hot 100                  | 1             |
| US Cash Box Top 100                   | 1             |
| Új-Zéland (Listener)                  | 7             |

| Chart (1991)                         | Peak position |
| ------------------------------------ | ------------- |
| Finnország (Suomen virallinen lista) | 12            |
| Írország (IRMA)                      | 1             |
| Brit kislemezlista                   | 7             |

| Chart (1967)         | Rank |
| -------------------- | ---- |
| Kanada               | 4    |
| US Billboard Hot 100 | 6    |
| US Cash Box          | 2    |

| Régió                                                            | Minősítés | Eladott példányszám |
| ---------------------------------------------------------------- | --------- | ------------------- |
| Olaszország (FIMI)                                               | arany     | 25 000‡             |
| Egyesült Királyság (BPI)                                         | ezüst     | 200 000‡            |
| Egyesült Államok (RIAA)                                          | platina   | 1,000,000           |
| ‡ Eladási+streaming példányszámok kizárólag a minősítés alapján. |           |                     |

## Külső hivatkozások
- Dalszöveg Archiválva 2021. január 25-i dátummal a Wayback Machine-ben
- YouTube-videó